# Bildskiva

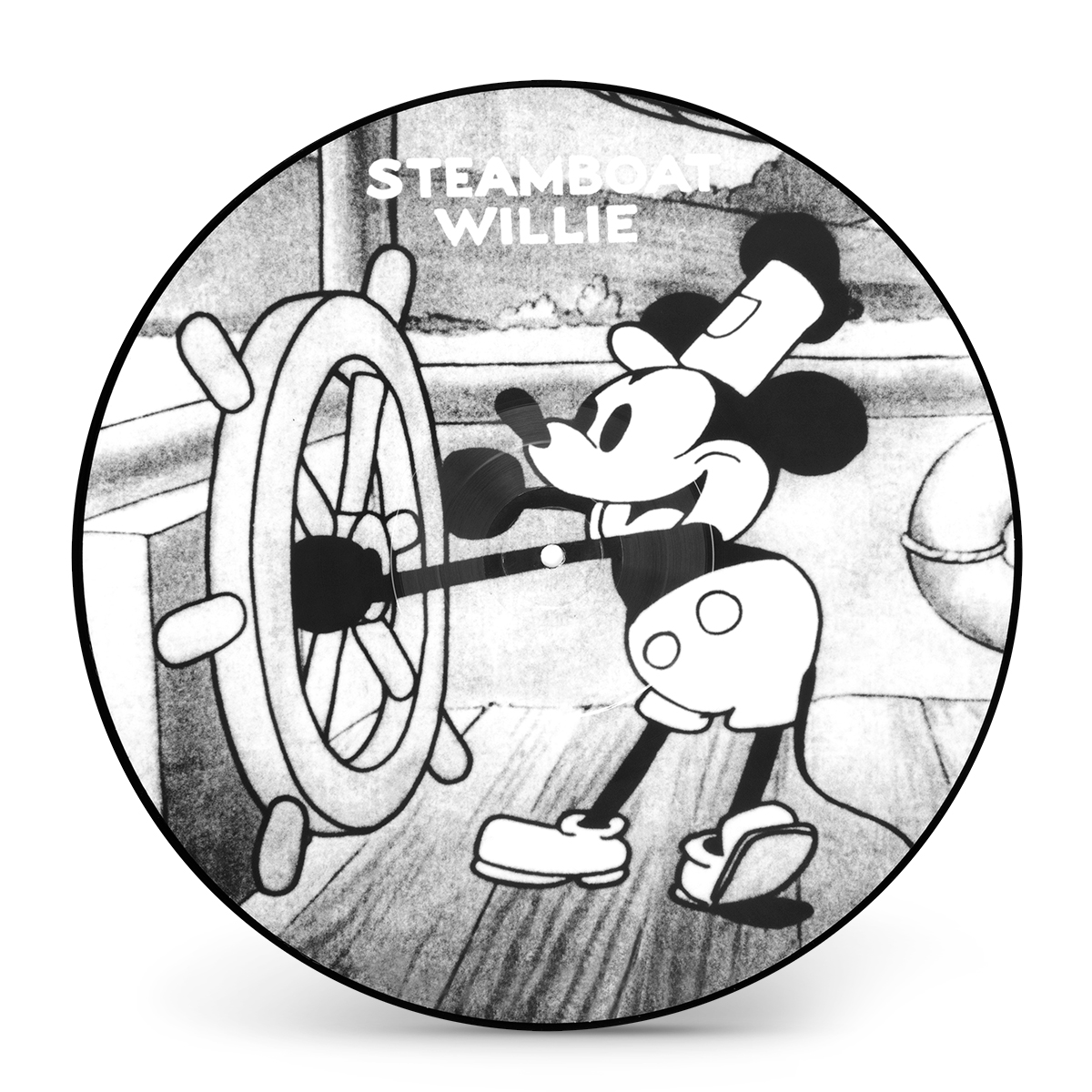
Walt Disneys Steamboat Willie som bildskiva.

Bildskiva (engelska: picture disc) är en vinylskiva där skivans bildetikett täcker hela ytan på respektive sida av skivan och där etiketten är täckt av en genomskinlig plastyta där ljudspåren finns. Bildskivor, som kan vara både singlar och LP-skivor, har ofta en sämre ljudkvalitet än vanliga vinylskivor.
De första bildskivorna kom i början av 1920-talet med tillverkare i Tyskland, Storbritannien och USA. Man experimenterade med olika material som kartong, shellack, plast, vax och aluminium fram till 1960-talet då vinyl blev standard. Dessa skivor gavs ut på den kommersiella marknaden och användes ofta i gimmick- eller reklamsyfte. De första moderna bildskivorna kom på 1970-talet då de hade utvecklats till att ha en acceptabel ljudkvalitet. Till en början tillverkades bildskivor mest i små promotionsupplagor som gavs till radiostationer och skivaffärer för att väcka uppmärksamhet kring en artist, men från slutet av 1970-talet började skivbolagen att satsa på kommersiell utgivning av bildskivor. En storhetstid för bildskivan var 1980-talet. Därefter har produktionen fortsatt men oftast i mindre, begränsade upplagor.